# 深谷愛
深谷 愛（ふかや あい、1985年2月9日 - ）は、日本の元タレント、グラビアアイドル、女優。AB型　東京都北区(父方は沖縄家系)身長157cm、B87 W64 H88（2008年時点）。

## 来歴・人物
- 2001年後期ファイブスターガール。サンガリアラムボトルのCMが話題になった。
- 2005年4月29日に女子総合格闘技スマックガールFに参戦。デビュー戦にしていきなりメインイベントでの出場という破格の扱いで、北沢タウンホールは札止めの盛況となったが、試合は同じく総合デビューとなった柔術家の茂木康子相手に一本負け。この試合で肘を壊してしまい、以降は総合の試合には出場していない（2008年8月のイベントで本人が発言）。
- 2007年8月にハロー!プロジェクトのフットサルチームGatas Brilhantes H.P.に入団。同年12月に背番号30番を授かった。ポジションはゴレイロだが、フィールドプレイヤーとしての経験もある。2008年3月12日の「すかいらーくグループリーグ 夢庵ステージ」におけるEMULSIONS戦が公式戦初出場。
- 2007年11月から2008年2月にかけて行われたオーディション番組『イツザイ』の「ジェイムス・ブラントプロモーションビデオ主演女優オーディション」に挑戦したが、最終選考で落選した。
- 2008年3月、所属事務所をスペースクラフトからアップフロントエージェンシー（当時）へ移籍、2009年12月まで所属。

## 戦績
| 総合格闘技 戦績 | 総合格闘技 戦績 | 総合格闘技 戦績 | 総合格闘技 戦績 | 総合格闘技 戦績 | 総合格闘技 戦績 | 総合格闘技 戦績 |
| --------------- | --------------- | --------------- | --------------- | --------------- | --------------- | --------------- |
| 1 試合          | (T)KO           | 一本            | 判定            | その他          | 引き分け        | 無効試合        |
| 0 勝            | 0               | 0               | 0               | 0               | 0               | 0               |
| 1 敗            | 0               | 1               | 0               | 0               | 0               | 0               |

| 勝敗 | 対戦相手 | 試合結果                 | 大会名                                           | 開催年月日    |
| ×    | 茂木康子 | 1R 3:50 腕ひしぎ十字固め | SMACKGIRL-F 2005 〜今年もやるぞ! スマックF祭り〜 | 2005年4月29日 |

## 出演

### バラエティ番組
- アイドルアイランド（BSフジ）
- どうぶつ奇想天外!（2001年4月 - 2001年9月、TBS）
- クリック!（日本テレビ）
- 感涙!時空タイムス（テレビ大阪）
- うたなび!（2008年4月第2週 - 2009年6月第4週、TOKYO MXほか、スカパー!内歌謡ポップスチャンネル）

### テレビドラマ
- テツワン探偵ロボタック 第23話（1998年8月16日、テレビ朝日）
- 女学生の友（2001年8月、BS-i）
- 青と白で水色（2001年12月、日本テレビ）
- 火曜サスペンス劇場「だます女だまされる女6 耳飾り」（2003年8月、日本テレビ）

### 映画
- 白い船（2002年、錦織良成監督）- 静香の妹役
- パローレ（2004年、前田哲監督） - 花役

### オリジナルビデオ
- THE ROBO TRIBE ロボ一族（2005年） - 主演

### テレビCM
- ウテナ プロカリテ ストレートパーマ
- NTTドコモ 『ケータイ刑事 銭形舞』インフォマーシャル
- サンガリア ラムボトル
- タニタ 脂肪計ヘルスメーター
- 花王 クリアクリーン